# 下御霊神社
下御霊神社（しもごりょうじんじゃ）は、京都市中京区下御霊前町にある神社。旧社格は府社。社名は上御霊神社に呼応するものである。

## 歴史
桓武天皇の時代、各地で疫病が流行した。これは御霊の祟りであるとして、貞観5年（863年）5月20日、平安京の神泉苑で御霊会が催された。この御霊会が当社および上御霊神社の創祀であるとしている。古来、京都御所の産土神として崇敬された。
元は愛宕郡出雲郷の出雲路にある下出雲寺御霊堂に祀られていた。北には上出雲寺御霊堂と呼ばれていた上御霊神社があった。後に新町出水に移され、その後、天正18年（1590年）に豊臣秀吉の都市整備にともない現在地である西園寺実氏の別荘・常盤井殿があった地に遷座した。
享保年間（1716年 - 1736年）には霊元天皇の霊を配祀している。
現社殿は天明8年（1788年）の天明の大火で旧社殿が焼失したのち、仮皇居の内侍所仮殿を寛政3年（1791年）に移建したものである。
明治時代になると府社に列せられている。
なお、式内社研究家の志賀剛は延喜式神名帳に記載される出雲井於神社（式内大社）を当社に比定している。

## 祭神
祭神は以下の八柱で、「八所御霊」と称される。
- 吉備聖霊（吉備真備とされることも多いが、吉備真備は憤死した人ではないので、神社側は六座の神霊の和魂と解釈している）
- 崇道天皇（桓武天皇の皇太子、早良親王）
- 伊予親王（桓武天皇の皇子）
- 藤原大夫人（伊予親王の母、藤原吉子）
- 藤大夫（藤原広嗣）
- 橘大夫（橘逸勢）
- 文大夫（文屋宮田麻呂）
- 火雷天神（菅原道真とされることも多いが、神社の創建は道真が天神とされるよりも以前なので、神社側は六座の神霊の荒魂と解釈している）

これらの諸神はいずれも政争に巻き込まれて憤死した人々で、その怨霊を慰めるために創建されたのが当社である。
相殿に天中柱皇神として霊元天皇が祀られているが、これは当時の神主である出雲路信直・直元父子が天皇と親交があったことによると考えられている。

## 境内
- 本殿（京都市指定有形文化財） - 寛政3年（1791年）に仮皇居の内侍所仮殿を移築したもの。
- 幣殿（京都市指定有形文化財）
- 廻廊（京都市指定有形文化財）
- 拝所（京都市指定有形文化財）
- 拝殿
- 社務所
- 神明社（内宮・外宮）
- 八幡社
- 春日社 - 文政年間（1818年 - 1831年）建立。
- 猿田彦社・垂加社・柿本社 - 猿田彦の他、垂加神道を唱えた山崎闇斎と柿本人麻呂を祀る。
- 稲荷社
- 宗像社
- 天満宮社 - 祭神：北野大神
- 大国主社
- 五社相殿社 - 斎部社、大将軍社、高知穂社、愛宕社、日吉社
- 神楽所
- 鳳輿舎
- 神門

## 文化財

### 重要文化財
- 霊元天皇宸翰御祈願文

### 京都市指定有形文化財
- 本殿
- 幣殿
- 拝所
- 廻廊

## 祭事
明治までは神輿迎が7月18日に御霊祭は8月18日に行われていたが、明治以降は5月1日が神幸祭、18日が還幸祭と改められ、8月18日は例祭日と定められて東遊が奉奏される。現在では還幸祭は5月の第3か第4日曜日に行われており、宵宮では地域の小学校と連携した子供神輿も催されている。